# ما ما (فیلم ۲۰۱۵)
ما ما (به انگلیسی: Ma Ma) فیلمی محصول سال ۲۰۱۵ و به کارگردانی خولیو مدم است. در این فیلم بازیگرانی همچون پنه‌لوپه کروز، لوئیس تسار، الکس برندمول و سیلویا آباسکال ایفای نقش کرده‌اند.